# Osirinus ruficrus
Osirinus ruficrus är en biart som beskrevs av Melo och Zanella 2003. Osirinus ruficrus ingår i släktet Osirinus och familjen långtungebin. Inga underarter finns listade i Catalogue of Life.